# Vladnicu de Jos
Vladnicu de Jos – wieś w Rumunii, w okręgu Vrancea, w gminie Tănăsoaia. W 2011 roku liczyła 15
mieszkańców.